# Beesenberg
Beesenberg este o arie protejată (arie specială de conservare — SAC, sit de importanță comunitară — SCI) din Germania întinsă pe o suprafață de 87,07 ha, integral pe uscat.

## Localizare
Centrul sitului Beesenberg este situat la coordonatele 53°23′29″N 13°53′31″E / 53.3914°N 13.8919°E.

## Înființare
Situl Beesenberg a fost declarat sit de importanță comunitară în septembrie 2000 pentru a proteja 1 specie de plante și 2 specii de animale. Situl a fost protejat și ca arie specială de conservare în octombrie 2004.

## Biodiversitate
Situată în ecoregiunea continentală, aria protejată conține 3 habitate naturale: Pajiști cu Molinia pe soluri calcaroase, turboase sau argilos-nămoloase (Molinion caeruleae), Liziere de ierburi înalte hidrofile de câmpie și de nivel montan până la alpin, Mlaștini alcaline.
La baza desemnării sitului se află mai multe specii protejate:
- plante (1): Angelica palustris
- nevertebrate (2): Vertigo angustior, Vertigo moulinsiana

Pe lângă speciile protejate, pe teritoriul sitului au mai fost identificate 1 specie de plante.